# Metaxmeste schrankiana
Metaxmeste schrankiana é uma espécie de insetos lepidópteros, mais especificamente de traças, pertencente à família Crambidae.
A autoridade científica da espécie é Hochenwarth, tendo sido descrita no ano de 1785.
Trata-se de uma espécie presente no território português.